# Eleotris melanosoma
Eleotris melanosoma är en fiskart som beskrevs av Pieter Bleeker 1852. Eleotris melanosoma ingår i släktet Eleotris och familjen Eleotridae. IUCN kategoriserar arten globalt som livskraftig. Inga underarter finns listade i Catalogue of Life.